# BO!
BO! je slovenska glasbena skupina, ki je z delovanjem pričela 26. aprila 2009. Nanjo je vplivala grunge glasba iz Seattlea 1990-ih. Leta 2013 je bila skupina izbrana med 140 izvajalci na natečaju Vala 202: Val012 - Imamo dobro glasbo! S tem je dobila potrditev. Pred tem je leta 2011 nastopila na Prešernovem trgu v Ljubljani, leta 2012 na zaključku Majskih iger in imela koncert na Velenjskem gradu. Njihova pesem »Dirka za notranji mir« je 27. aprila 2012 postala popevka tedna na Valu 202. Njihov prvi singl »1000-e luči« je 11. aprila 2014 s pomočjo navdušencev tudi postal popevka tedna. 19. decembra 2014 je bila popevka tedna tudi njihova pesem »Belo belo«. Njihovi pesmi »Maska« in »Drugi krog« sta bili predloga popevki tedna leta 2017 in 2018.

## Diskografija

### Albumi
- 2012 – Dirka za notranji mir (samozaložba)[1]
- 2014 – Okrogli svetovi
- 2018 – King Kong